# Darkó Mihály
Nagy-ajtai Darkó Mihály (Háromszék, 1802. – Zilah, 1849. augusztus 26.) unitárius igazgató-tanár.

## Élete
1824-től Kolozsvárt tanult. 1828–29-ben a poéták preceptora volt, majd 1829–30-ban senior, az orátorok preceptora Kolozsváron. 1831. április 22-től tordai pap, 1832. szeptember 1-től 1848 júliusáig igazgató-tanár volt ugyanott; ekkor honvédnek állt be. 1849-ben kolerában hunyt el Zilahon. Neje Veres Sára volt, három gyermekük született: Gábor, Dénes és Zsigmond.

## Munkái
- A keresztény vallás és polgári társaság fővebb szabály elvei, egyesítve egy rövid beszédben, melyet az unitáriusoknak Korondon tartott egyházi közgyűlése előtt mondott. Kolozsvár, 1841.
- Latin nyelvtan. Uo. 1846.